# オクルス

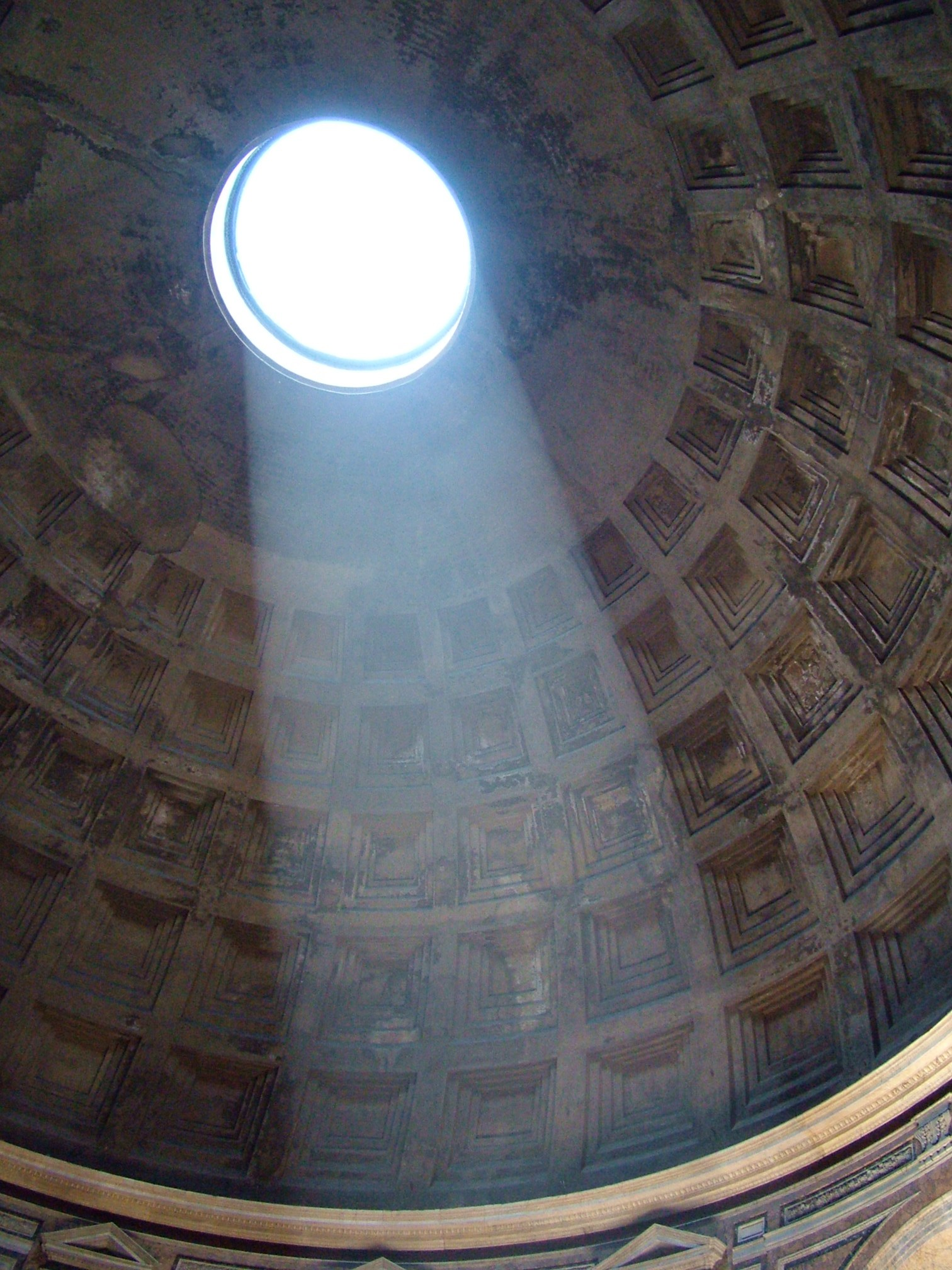
パンテオンのオクラス（頂上の明るい部分）

オクルス（oculus、複数形は oculi）は、元々はラテン語で「眼」を意味し、ローマのパンテオンのドーム頂上部にある円形の開口部（天窓）の名前として使われ、似たような形状の丸い窓や開口部を指すのに使われる。眼窓あるいは円形窓とも。
パンテオンのオクルスは単なる開口部なので外気が入ってくるし、雨が降ればそれが床を濡らし、排水路を通って排水されるようになっている。右の図ではオクルスから入ってきた日光がドームの内面を照らしている。このように明るく丸い形状が目に似ていることから、このように呼ばれている。
16世紀以降、古典建築の特徴である円形窓は、フランス語の oeil de boeuf（牛の目）という名称で呼ばれることが多くなった。そのような円形窓や卵形窓は、建物の主要な窓の配置と競合することなく、ファサードにおける中二階の存在を示している。ドーマーに円形窓を設置する様式はフランス古典建築の特徴で、17世紀に始まった。構造上の理由から、船の舷窓にも円形窓がよく使われている。
考古学では、オクルスは西ヨーロッパ先史時代の芸術品に見られる模様の一種を指す。一対の円形または螺旋形であり、目を表していると解釈されることが多く、土器や陶器、像、巨石記念物によく見られる。オクルス模様は、神や女神が注意深く見つめていることを表しているとされ、特に新石器時代の遺物によく見られる。

## ギャラリー

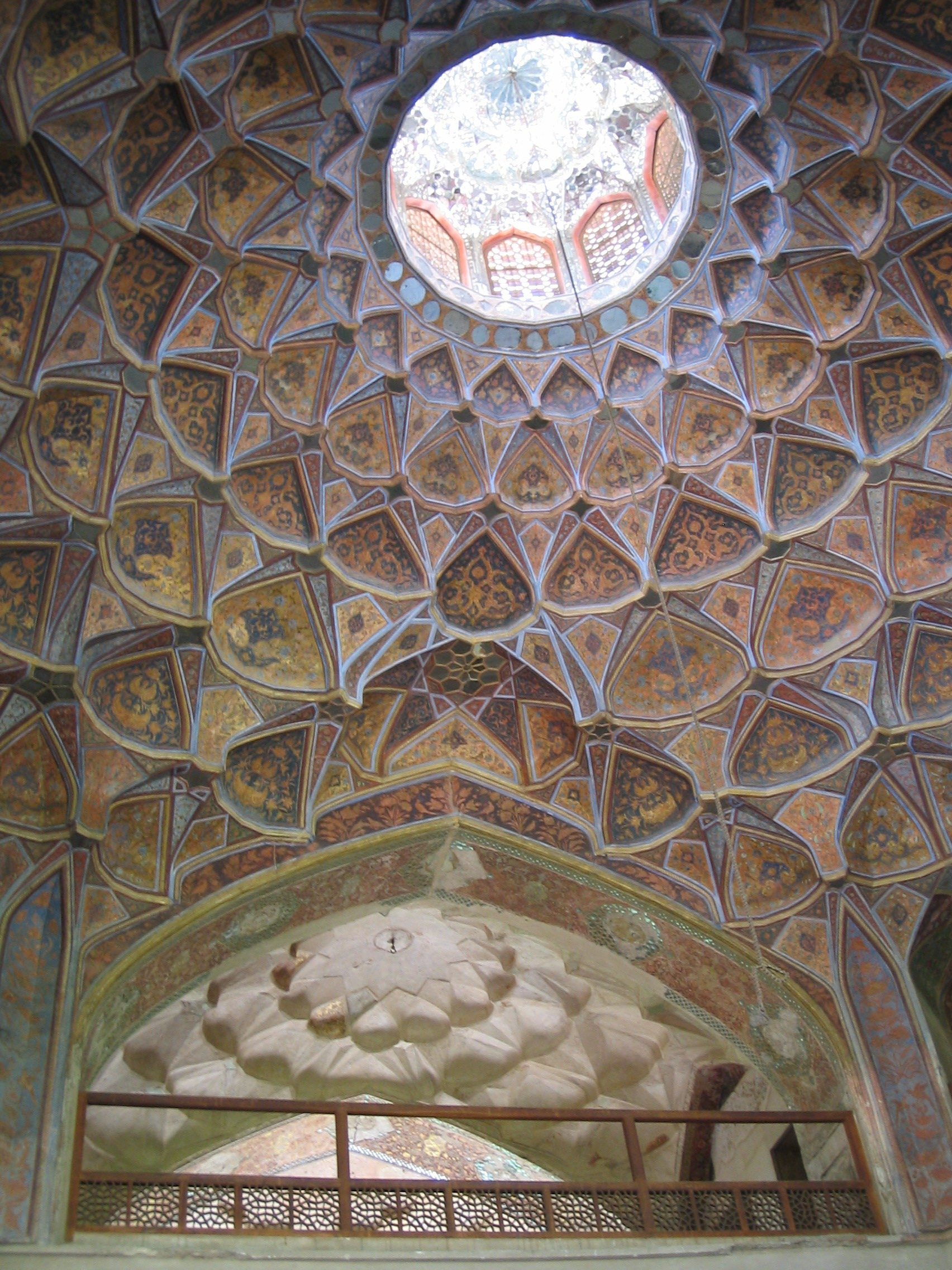
エスファハーンの Hasht Behesht のオクルス。クーポラがその上部を覆っている。
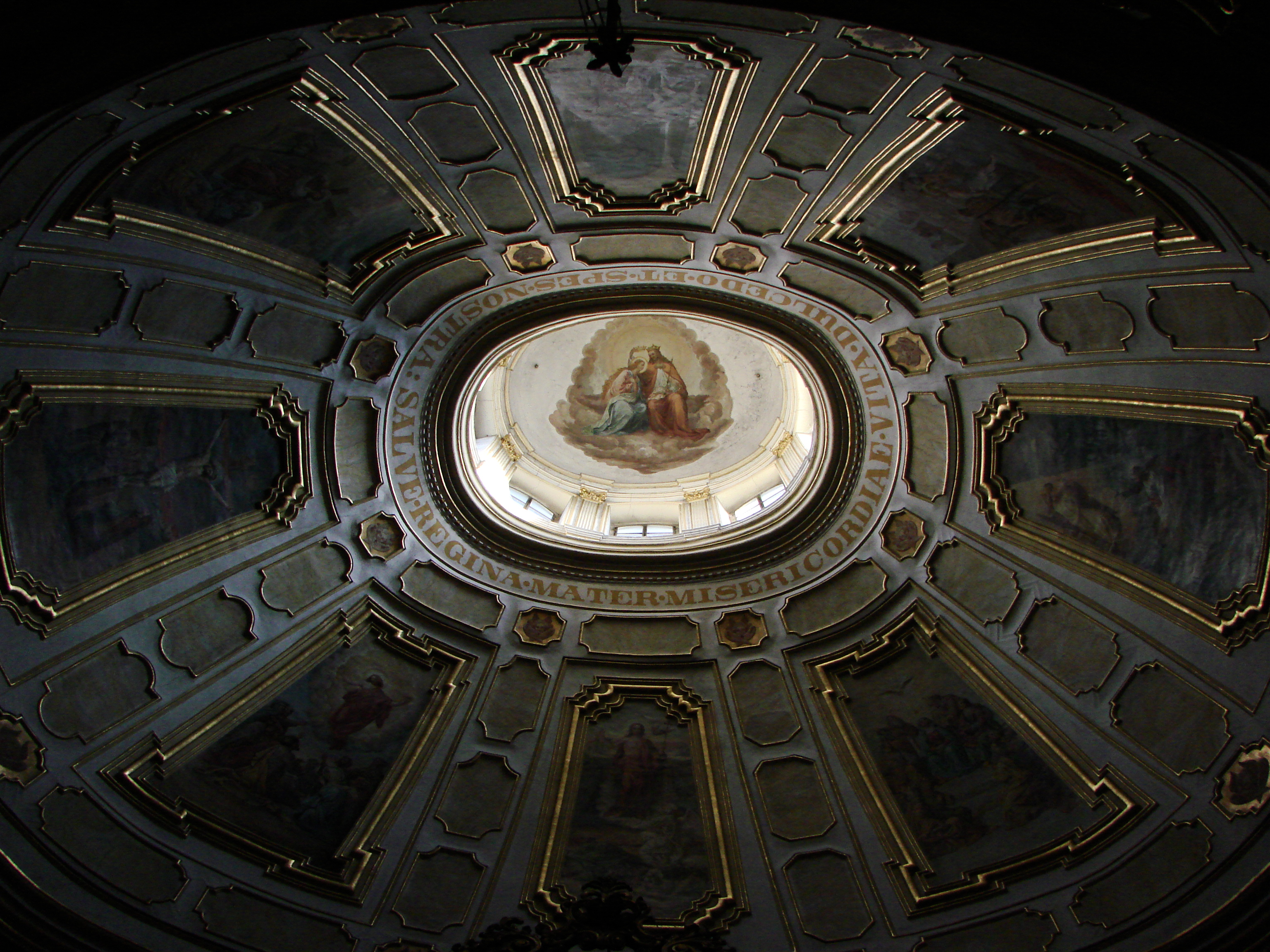
オクルスの上のクーポラから自然光が入ってくる様子。（ポーランド）
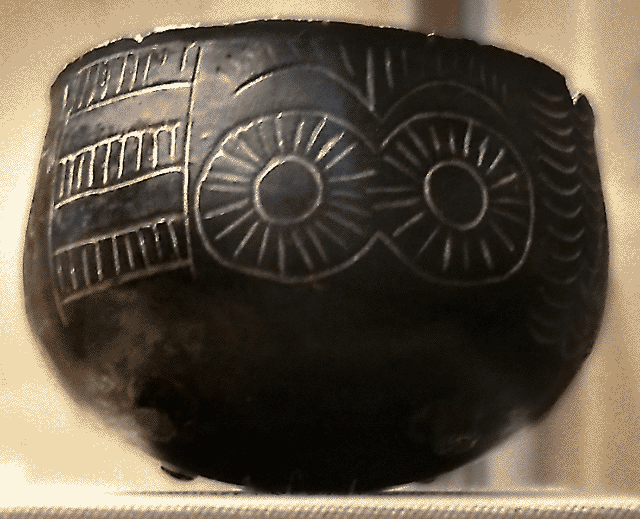
オクルス模様のある鉢（スペインの青銅器時代の遺跡 Los Millares で出土）
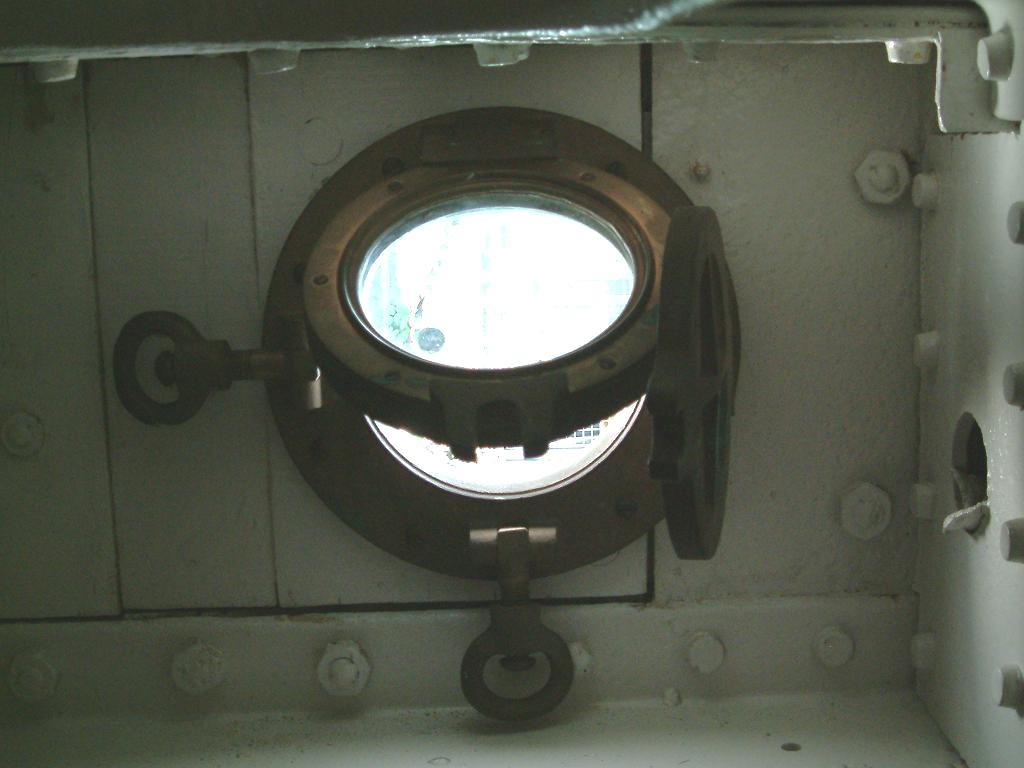
舷窓